# Искусственная бактериальная хромосома
Искусственная бактериальная хромосома (англ. bacterial artificial chromosome, BAC) — векторная система на основе F-плазмиды E. coli, участков cos фага лямбда и loxP фага Р1, используемая для клонирования длинных (150—350 тыс. п.н.) последовательностей ДНК. F-плазмида кодирует гены, регулирующие репликацию и контролирующие копийность (1—2 молекулы на клетку). По участку loxP плазмидная ДНК может быть расщеплена белком Cre фага Р1, по cos-участку — соответствующим ферментом фага лямбда. Схожая векторная система под названием PAC (англ. p1-derived artificial chromosome) была сделана на основе бактериальной P1-плазмиды из ДНК фага P1.
Искусственные бактериальные хромосомы часто используются для секвенирования геномов организмов в различных проектах, например в проекте Геном человека. Короткий фрагмент ДНК исследуемого организма вставляется в хромосому, а затем амплифицируется и секвенируется. После этого прочитанные последовательности выравниваются in silico в результате чего получается полная последовательность генома организма. Сейчас такой подход был вытеснен более быстрыми и менее трудоёмкими методами секвенирования, например методом дробовика или методами секвенирования нового поколения.

## Генетические компоненты
repEрегулирует репликацию и количество копий плазмиды.
parA и parBдля распределения ДНК F-плазмиды в дочерние клетки во время деления и стабильного поддержания хромосомы.
Селективный маркёрчасто ген устойчивости к антибиотикам; в некоторых также содержится lacZ в месте клонирование гена, что позволяет проводить бело-голубую селекцию.
T7 и Sp6фаговые промоторы для транскрипции вставленных генов.